# 狹長脊粉蝨
狹長脊粉蝨（学名：Rhachisphora oblongata）为粉蝨科脊粉蝨屬下的一个种。